# Кайен
Кайен (перс. قائن‎) — город в восточной части Ирана, в остане Южный Хорасан. Административный центр шахрестана Кайен.
Расположен к северу от города Бирдженд. Является важным торговым городом; важное место в экономике занимают также производство войлока и ковров, а кроме того — выращивание шафрана. 10 мая 1997 года в районе города произошло сильное землетрясение, ставшее причиной гибели более 2000 человек.

## Население
Население по данным на 2012 год составляет 38 086 человек; по данным переписи 2006 года оно насчитывало 32 474 человека.
| 1986   | 1991   | 1996   | 2006   | 2012   |
| ------ | ------ | ------ | ------ | ------ |
| 15 955 | 19 462 | 25 170 | 32 474 | 38 086 |